# Kressbronn am Bodensee
Kressbronn am Bodensee is een plaats in de Duitse deelstaat Baden-Württemberg, en maakt deel uit van het Bodenseekreis.
Kressbronn am Bodensee telt 8.624 inwoners.

## Indeling van de gemeente

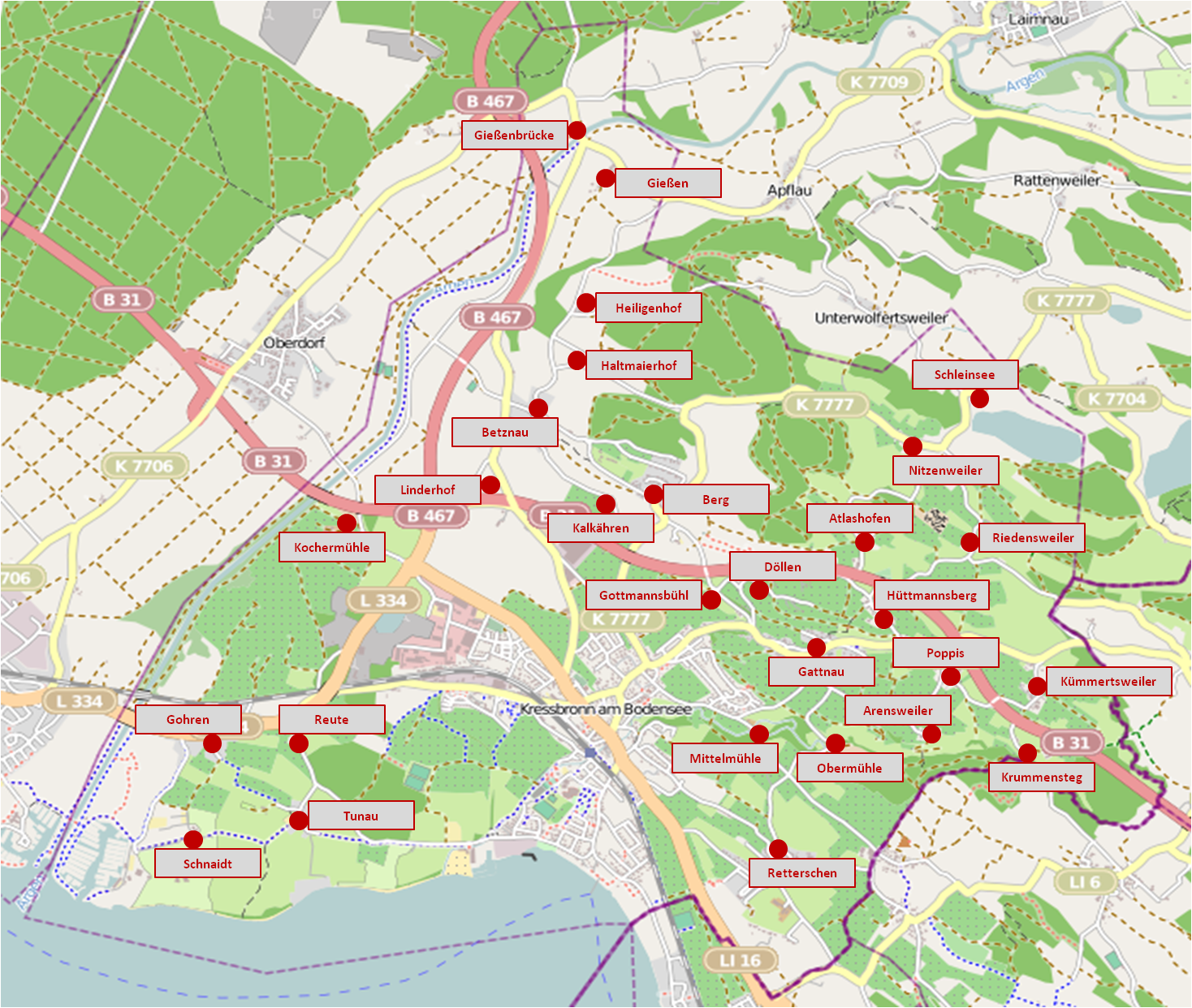
Ligging van de Ortsteile van Kressbronn

## Geografie

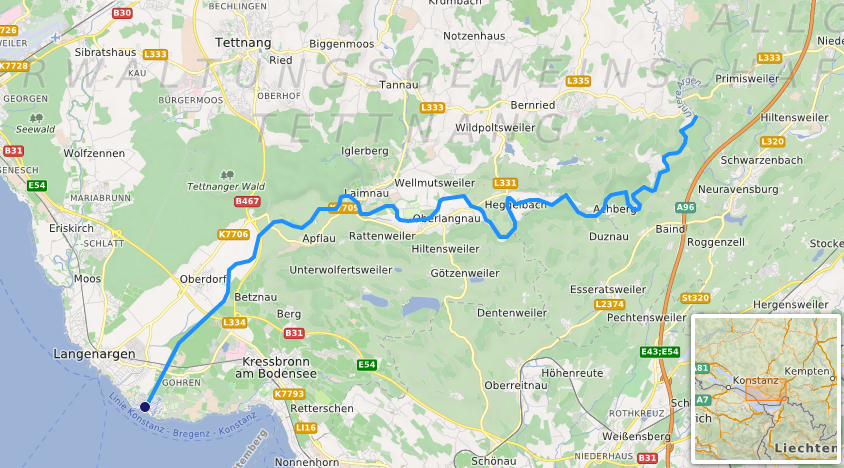
Benedenloop van de rivier Argen
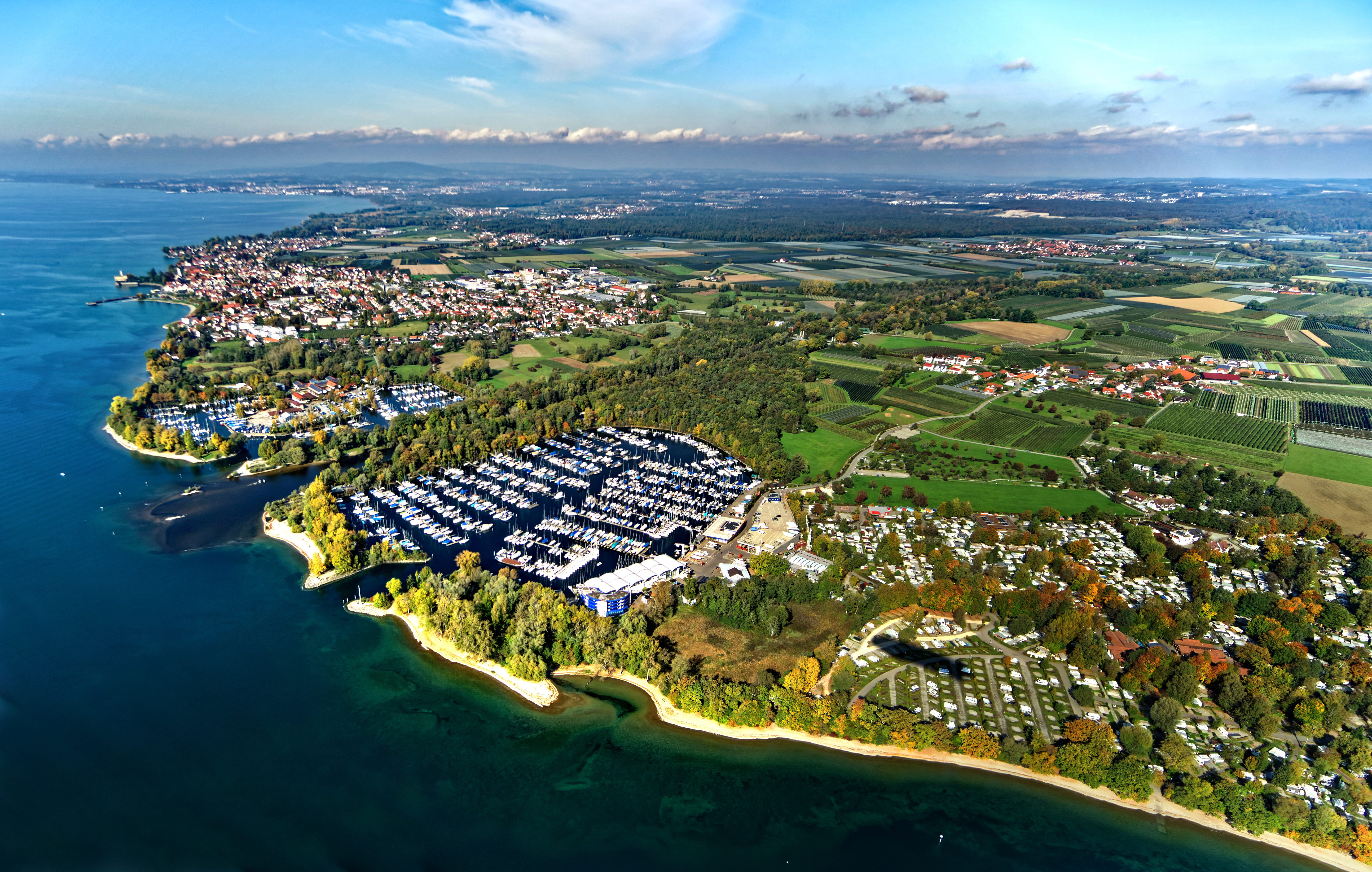
Jachthaven Ultramarin, Gohren

De gemeente ligt aan het Bodenmeer, bij de monding van het riviertje de Argen daarin.

## Infrastructuur
In 1899 verkreeg Kressbronn aansluiting op het spoorwegnet. Het heeft een station aan een spoorlijn tussen Friedrichshafen en Lindau (station Lindau-Aischach). Daar worden de treinen aan- of afgekoppeld voor het korte traject naar en vanuit Station Lindau Insel.
Bermatingen ·
Daisendorf ·
Deggenhausertal ·
Eriskirch ·
Frickingen ·
Friedrichshafen ·
Hagnau am Bodensee ·
Heiligenberg ·
Immenstaad am Bodensee ·
Kressbronn am Bodensee ·
Langenargen ·
Markdorf ·
Meckenbeuren ·
Meersburg ·
Neukirch ·
Oberteuringen ·
Owingen ·
Salem ·
Sipplingen ·
Stetten ·
Tettnang ·
Überlingen ·
Uhldingen-Mühlhofen